# Palliopodex verrucosus
Palliopodex verrucosus är en snäckart som först beskrevs av Heinrich Rudolf Simroth 1889.  Palliopodex verrucosus ingår i släktet Palliopodex och familjen Athoracophoridae. Inga underarter finns listade i Catalogue of Life.